# Alert Point
Der Alert Point ist eine Landspitze an der Nordküste Südgeorgiens. Sie liegt an der Nordflanke des Mündungsgebiets des Purvis-Gletschers in die Possession Bay.
Wissenschaftler der britischen Discovery Investigations kartierten sie zwischen 1928 und 1929 und benannten die Landspitze nach dem Motorboot Alert, mit dem sie Vermessungsarbeiten an der Küste Südgeorgiens unternahmen.